# Chó Chiribaya
Chó Chiribaya (tiếng Tây Ban Nha: perro Chiribaya), còn được gọi dưới cái tên khác là chó chăn cừu Peru (perro Pastor Peruano) là một giống chó thời kỳ tiền Côlômbô có nguồn gốc từ phía tây nam Peru, được xác định bởi 42 xác ướp được phát hiện bởi nhà nhân chủng học Sonia Guillén Oneglio ở Quận Ilo, Vùng Moquegua, trên bờ biển phía nam của Peru. Giống chó này đã được xác định rằng nó là một giống chó chăn gia súc llama. Những con chó này không chỉ là một phần quan trọng trong cấu trúc xã hội của người Peru cổ đại, mà chúng còn được xử lý thân xác cách đặc biệt sau khi chết.

## Xác ướp
Những con chó được tìm thấy chôn trong nghĩa trang bên cạnh xác ướp của văn hóa Chiribaya phát triển mạnh trên bờ biển phía nam Peru, nơi mà con người dường như đã chôn thú cưng của họ với tất cả danh dự của một người bạn trung thành và đồng nghiệp. Phát hiện này là do nghiên cứu của Sonia Guillén, chuyên nghiên cứu về xác ướp cổ đại từ nền văn hóa tiền Côlômbô thịnh vượng từ Chachapoyas đến bờ Moquegua. Ngày xác ướp từ giai đoạn "Hậu kỳ Trung Cổ", khoảng từ năm 900 đến 1350 sau công nguyên.
Khu vực cổng thành Ilo là Mallqui Center (từ 'xác ướp' trong tiếng Quechua), dành riêng cho nghiên cứu về văn hóa Chiribaya. Việc nghiên cứu đã cho thấy xã hội này phát triển với vị thế dẫn đầu. Lãnh thổ của họ có một đặc điểm là ước mơ của mọi nhà khảo cổ học: đất của nó cực kỳ khô khan và nó chứa một lượng lớn nitrat, đảm bảo sự bảo tồn những tàn tích vật chất của những người sinh sống nơi này.
Sonia Guillén lập luận rằng ngôi mộ của một người phản ánh vị trí xã hội, chính trị và tôn giáo của mình trong xã hội của họ. Trong trường hợp của những con chó này, các ngôi mộ gợi ý rằng, khi đã hoàn thành một cuộc sống hữu ích trong nền văn minh Chiribaya, chúng cũng nhận được sự đối xử tốt, dù đã chết hay còn sống.